# Selverde
Selverde ist ein Ortsteil in der Gemeinde Uplengen im Landkreis Leer in Ostfriesland. Die ehemalige Reihensiedlung liegt etwa sechs Kilometer östlich von Remels. In dem Dorf leben 592 Einwohner, die sich auf 229 Haushalte verteilen. Ortsvorsteher ist Heinz Brunken (CDU).
Selverde ist der älteste urkundlich genannte Name eines Bauerndorfes im Lengenerlandes. Er wird in einem mittelalterlichen Güter- und Einkünfteverzeichnis des Klosters Werden an der Ruhr um das Jahr 900 als Selwida oder auch Seluuida aufgeführt. Die heutige Schreibweise ist seit 1595 geläufig. Der Name hat altfriesische Wurzeln und bedeutet Weidengehölz oder auch Morastgehölz.
Am 1. Januar 1973 wurde Selverde in die neue Gemeinde Uplengen eingegliedert.